# STMN3
STMN3 (англ. Stathmin 3) – білок, який кодується однойменним геном, розташованим у людей на короткому плечі 20-ї хромосоми. Довжина поліпептидного ланцюга білка становить 180 амінокислот, а молекулярна маса — 21 017.
| 10         |  | 20         |  | 30         |  | 40         |  | 50         |
| ---------- |  | ---------- |  | ---------- |  | ---------- |  | ---------- |
| MASTISAYKE |  | KMKELSVLSL |  | ICSCFYTQPH |  | PNTVYQYGDM |  | EVKQLDKRAS |
| GQSFEVILKS |  | PSDLSPESPM |  | LSSPPKKKDT |  | SLEELQKRLE |  | AAEERRKTQE |
| AQVLKQLAER |  | REHEREVLHK |  | ALEENNNFSR |  | QAEEKLNYKM |  | ELSKEIREAH |
| LAALRERLRE |  | KELHAAEVRR |  | NKEQREEMSG |  |            |  |            |

A: Аланін

C: Цистеїн

D: Аспарагінова кислота

E: Глутамінова кислота

F: Фенілаланін

G: Гліцин

H: Гістидин

I: Ізолейцин

K: Лізин

L: Лейцин

M: Метіонін

N: Аспарагін

P: Пролін

Q: Глутамін

R: Аргінін

S: Серин

T: Треонін

V: Валін

Кодований геном білок за функцією належить до фосфопротеїнів. 
Задіяний у такому біологічному процесі, як альтернативний сплайсинг. 
Локалізований у клітинних відростках, апараті гольджі.